# 吳語文學
吳語文學很早便已誕生萌芽，有著非常悠久的歷史。吳語文學包括吳歌、吳語小說和吳語戲曲等，它是中國方言文學中頗有勢力的一支。

## 吳歌
吳歌起源很早，顧頡剛《吳歌小史》認為不會遲於《詩經》。《詩經》裏雖然沒有吳歌，但有人認為吳歌「實可與詩三百並駕齊驅」。
明人王世貞說：“雖俚字鄉語，不能離俗，而得古風人遺意；其辭亦有可采者。如‘月子彎彎照九州，幾家歡樂幾家愁?幾人夫婦同羅帳？幾人飄流在他州?’又‘約郎約到月上時，只見月上東方不見渠。不知奴處山低月上早?又不知郎處山高月上遲?’即使子建太白降為俚談，恐亦不能過也。”
吳歌多數是戀歌，如《子夜歌》、《懊依歌》等，明人馮夢龍編錄的《桂枝兒》和《山歌》也多數是「結識私情」之類，如《桂枝兒·牽掛》：「我好似水底色隨波遊戲，你好似釣魚人巧弄心機。釣鉤兒放著些甜滋味，一時間吞下了，到如今吐又遲。牽掛在心頭也，放又放不下你。」也有反映風情民俗、訴說疾苦或勸人為善的，如蘇州的《十二月風俗山歌》、《江南百姓苦愁愁》、《長工謠》等至今仍在流傳。
吴歌《子夜四时歌》曾在电视剧《三国演义》刘备迎亲中播送。

## 戲曲
傳統的江南吳語戲曲中，對白及唱詞包含了不少的吳語口語的成分，如蘇州評彈便是採用以蘇州話為代表的吳語方言徒口講說表演的曲藝說書形式，表演中運用大量吴语生活口語，并靈活穿插官話以達到烘托渲染的效果。

## 吳語小說
吳語小說起于宋元，清初開始興起，盛於晚清。

### 清初期
清初的白話小說《豆棚閒話》第10則“虎丘山賈清客聯盟”裏便已有成段的吳語記錄，如：
只見那五十三格大石礓礤上跑起三兩個來，道：“可是那位官兒要尋唦 白賞朋友麼？我去！我去！”和尚道：“弗要亂竄。一夥做淘走去，憑渠揀罷哉。”
我哩個生意，弗論高低，儕好同坐。得子時，就要充個豪傑；弗得時，囫圇是個臭侷。神明是弗計較個。
伍子胥弗敢勞動，到換子鄭元和，與我哩親切點罷。請問那亨打扮?
其中“唦、白赏、弗、做淘、哉、我哩、侪、那亨”等吳語方言词，多数现在还用。

### 清中期
到清中期（约18世纪），传奇开始衰微，向书斋文学转化，弹词却逐步兴盛起来了。出版了钱德苍编的戏曲折子戏选集《缀白裘》（1763-1774）和沈起凤（1741-?）的传奇“沈氏四种”（《报恩缘》、《才人福》、《文星榜》、《伏虎韬》），还有大量弹词脚本。《缀白裘》和“沈氏四种”中使用方言的段落很多，产生了新的词语和用法，并對晚清吳語小說的發展奠定了堅實基礎。

### 清末民初時期
吳語小說最有代表性的是晚清張南莊化名“過路人”寫的《何典》。張南莊是清代乾隆、嘉慶年間的一位“高才不遇者”，《何典》是一部話本式的諷刺帶滑稽的章回體小說，它借鬼的世界展示“活的人間相”，魯迅曾給以極好的評價：“作者便在死的鬼畫符和鬼打牆中，展示了活的人間相……便是信口開河的地方，也常能令人仿佛有會於心，禁不住不很為難的苦笑。”
《何典》全書都用蘇南吳語和夾雜官話寫成，成語、俚俗諺語、歇後語、慣用語充斥其間。例如當時有書名《常言道》，凡16回，又名《子母錢》，作者署名“落魄道人”，也是清乾嘉時人，其身世尚一無所知。《常言道》第16回，活用方言，描畫出錢士命一家為富不仁的下場：
話說錢百錫聽了墨用繩的言語，要起空中樓閣。同拆丫（屋）匠商議了一番，辦幾根濕木梢，幾根陰架綃子，起造樓閣。但見：

囫圇木頭，未經鏟削。弄堂裏難拽，毫無寸尺。板門上打折，如釘入木。作梁個作梁，作柱個作柱，斧頭吃鑿子，鑿子吃木頭。想要一邊打牆兩邊好看，為何磚兒能厚，瓦兒能薄？用幾根出頭椽子，必須要借溝出水。弄幾個急水裏樁頭，砌幾垛螺螄殼打牆，墨線彈弗准，倒會牽鑽眼；石腳擺不定，弗是老把作。壓火磚頭無一塊，吹木屑的狠有人。

費盡心機，造成了一座空中樓閣，外貌倒像花描，其實卻是弄險。此等規模，豈能耐久？一日，錢百錫又要擺桌子，邀幾個酒肉弟兄，男女混雜，一家齊集樓中，歡呼暢飲。不提防那樓閣旺了幾旺，“呼喇”一聲轉瞬坍了。樓閣中人盡皆壓死。當日錢士命為了金銀錢，害死了多少人，到今無幾時，一家化為烏有。
其中虽然有些错字，但是插入很多方言俗语，使得文章极为生动流畅，很讨吴语区的读者的喜。
到清末和民初（19世纪到20世纪），出现了大批“苏白小说”（又称“吴语小说”），其中較有名的有韓邦慶的《海上花列傳》、李伯元的《海天鴻雪記》、張春帆的《九尾龜》等，还有顾颉刚编的《吴歌甲集》等数种民歌集。光緒年間成書的《海上花列傳》敍事部分基本上用官話，人物對話基本上用蘇白。例如： 
雙玉近前，與淑人並坐床沿。雙玉略略欠身，兩手都搭著淑人左右肩膀，教淑人把右手勾著雙玉脖項，把左手按著雙玉心窩，臉對臉問道：“倪七月裏來裏一笠園，也像故歇概樣式， 一淘坐來浪說個閒話，耐阿記得？”
胡適認為這是文學語言革新的自覺行為，他說：“韓君（即韓邦慶）認定《石頭記》用京語是一大成功，故他也決計用蘇州話作小說，這是有意的主張，有計劃的文學革命。”“假如我們把雙玉的話都改成官話：‘我們七月裏一簽園，也像現在這樣子，坐在一塊說的話，你記得嗎？’—— 意思固然一毫不錯，神氣卻減少得多了。”《海天鴻雪記》使用的語言格局與《海上花列傳》相仿。《九尾龜》稍有變化，人物對話用蘇白只限于妓女，而且妓女一旦從良，對話也就不再用蘇白了。

### 近代
五四以後，國語運動興起，文學界一方面對方言文學理論進行探討，一方面繼續在創作上實踐，一些吳地作家的作品常常在用官话創作的同時夾用一些比較通行或富有表現力的俚言俗語，比如朱瘦菊的《歇浦潮》、張恨水的《啼笑姻緣》、秦瘦鵑的《秋海棠》等都夾用了不少的吳語詞。魯迅、茅盾、葉聖陶等著名作家的作品也不斷輸送吳語詞加入官话白话文辭彙，如“癟三、尷尬、蹩腳”等就是通過他們的作品流傳全國，為现代标准汉语所吸收的。抗日戰爭時期，為宣傳抗日精神，瞿秋白等人都曾用吳語（或官話夾雜吳語）書寫文學材料，以激發民眾鬥志，在社會上引起廣泛影響。

### 當代
中华人民共和国成立後，政府實行“推廣普通話”政策，吳語創作迅速衰退。
進入二十一世紀后，吳語創作似有重新抬頭之勢。由於網路技術的發展，吳語文學再次得到發展。如藍鯨的短篇小說（書面語夾雜上海話）在網上成為熱點，點擊量動輒突破百萬次，人氣非常高。除了藍鯨的短篇小說，女作家王小鷹于2009年出版發行的長篇小說《長街行》中因為使用了一些吳語而引起廣泛關注。作家金宇澄的《繁花》也运用了大量上海话词汇，并且于2012年获得茅盾文学奖。

## 外部連結
- 话说苏州话（页面存档备份，存于）